# Antoine Choquet de Lindu
Pour les articles homonymes, voir Choquet.
Antoine Choquet de Lindu, né le 7 novembre 1712 à Brest où il meurt le 7 octobre 1790, est un ingénieur de la Marine et architecte français.

## Biographie

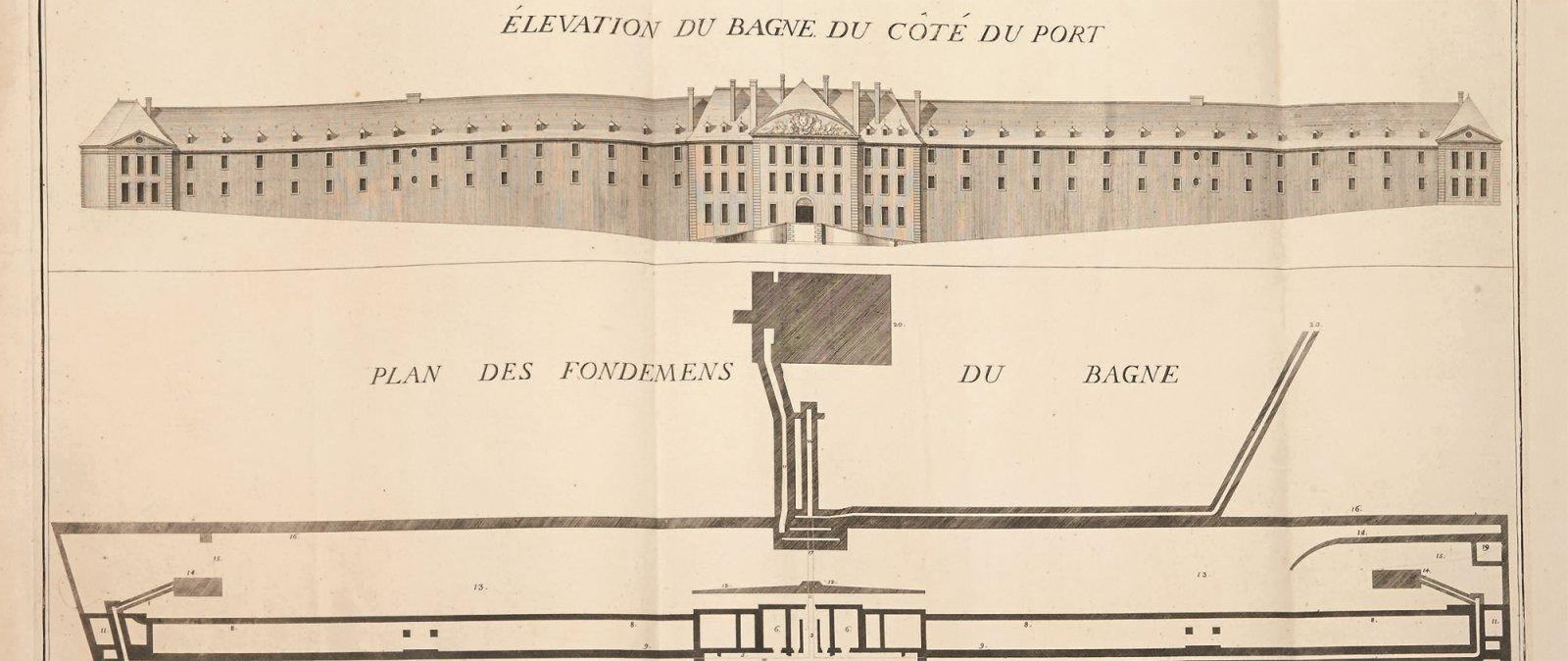
Élévation du bagne de Brest du côté du port et plan des fondations, par Antoine Choquet de Lindu, 1757-1759, musée des Beaux-Arts de Brest.

Entré dans la marine en tant qu’écrivain de la Marine, comme son père, il a exécuté à Brest un très grand nombre de travaux importants qui se recommandent, sinon par leur élégance, au moins par leur solidité, et qui sont parfaitement appropriés à leur destination. Il est nommé sous-ingénieur en 1743, puis ingénieur en chef en 1746. De 1764 à 1767, les départements de la Guerre et de la Marine fusionnent ; Choquet de Lindu est rattaché au Corps royal du Génie avec la commission de capitaine d’infanterie. Il est toutefois maintenu dans la fonction de directeur des travaux du port de Brest sous les ordres d’Amédée-François Frézier.
Choquet de Lindu se consacre entre 1738 et 1782, date à laquelle il quitte le service et où sa suite est prise par l'ingénieur Marc Blondeau, à la réfection et à l’amélioration du plus grand port de Bretagne. Il y exécute « des travaux de toutes espèces » : les cales de construction, les casernes, les hôpitaux, les digues, les magasins, les bassins de radeaux et de construction, les hôpitaux, les forges, la salle de spectacle, les bâtiments du bagne et une manufacture de toiles à voiles.
On a calculé que les établissements et édifices construits par cet ingénieur dans le cours de sa carrière couvrent une superficie de 4 400 mètres carrés.
Les principales d'entre ces constructions sont la chapelle des Jésuites, attenant à l'hôpital Saint-Louis, le bagne de Brest et les trois formes ou bassins de Pontaniou dont il reprit le travail en 1751 pour le terminer en 1757.
Il a fourni l’article Bagne au Supplément à l'Encyclopédie.

## Hommages

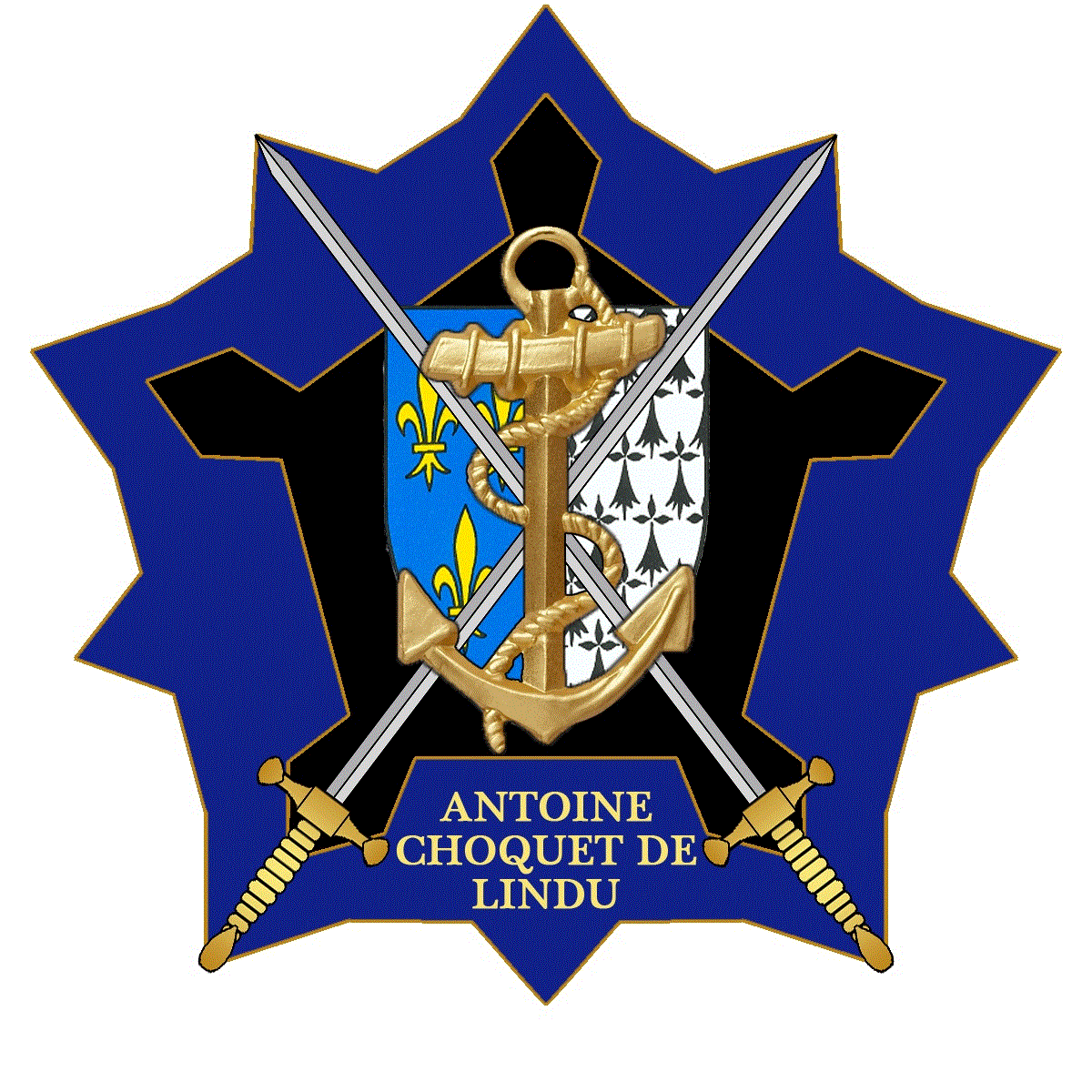
Insigne de la promotion « Antoine Choquet de Lindu » de l'ENSIM.

- Son nom a été donné, le 11 juillet 2013, à la deuxième promotion des élèves-officiers de l’École nationale supérieure des ingénieurs militaires de l’infrastructure de la défense (ENSIM), située à Angers.

- Une rue porte son nom à Brest.

## Œuvres
(Liste)
- 1736-1757 : Caserne du quartier de la marine
- 1738-1744 : Quatre cales de construction de Bordenave
- 1740 : Hôpital Saint-Louis (de Brest)
- 1740 : Chapelle du séminaire des jésuites dite chapelle de la marine
- 1740 : Forges des constructions navales
- 1740 : Deuxième prison de Pontaniou
- 1740 : Boulangerie, lavoir, buanderie et bureaux de l’hôpital maritime
- 1740 : Magasin aux fers et menuiserie
- 1744-1745 : Magasin général
- 1745-1747 : Corderie haute
- 1747 : Magasin au goudron, forges, serrurerie, plomberie
- 1747 : Parc aux boulets sur le quai aux vivres
- 1747 : Boulangerie de cinq fours au Parc aux vivres
- 1747 : Aménagement en bagne provisoire de la corderie basse
- 1750-1751 : Bagne de Brest, clôture de l’Arsenal
- 1751-1757 : Formes de Pontaniou
- 1753 : Fontaine sur le Quai de la Corderie
- 1753 : Magasin aux mâts
- 1763-1764 : Second môle de Pontaniou
- 1766 : Théâtre de la marine de Brest, à l'initiative d'Aymar Joseph de Roquefeuil et du Bousquet, commandant du port de Brest. Cette salle de spectacle, qu’il construisit en huit mois, était favorable à l’acoustique et disposée de telle sorte que les spectateurs voient très bien de tous les points.
- 1766-1767 : Caserne des matelots (deuxième dépôt) jusqu’au premier étage
- 1766 : Exhaussement de la machine à mâter
- 1768-1769 : Magasin aux fers le long de la première forme de Pontaniou
- 1768-1770 : Boulangerie de quatorze fours (dont il reste bâtiment des subsistances)
- 1769 : Fontaine sur le quai de Kéravel
- 1770-1771 : Deux hangars aux mâts au Salou
- 1775 : Couverture de la troisième forme de Pontaniou
- 1777-1779 : Barraques derrière le corps de l’hôpital
- 1780 : Hôpital de Pontanézen

Il a par ailleurs effectué d’autres travaux que ceux du port de Brest :
- 1756 : projet du port de Saint-Vaast-la-Hougue, en collaboration avec Antoine Alexis Perier de Salvert[2], et rédaction d'un Mémoire sur l'établissement d'un port à La Hougue[3].
- 1772 : projet d’un chantier de construction à Landevennec, dans la rivière de Châteaulin.

On lui doit aussi en 1782 la tour du phare du Stiff de l’île d’Ouessant
Membre de l’Académie de marine, il a publié deux ouvrages :
- 1757 : La Description des trois formes du port de Brest
- 1759 : La Description du bagne de l’arsenal de Brest

## Galerie

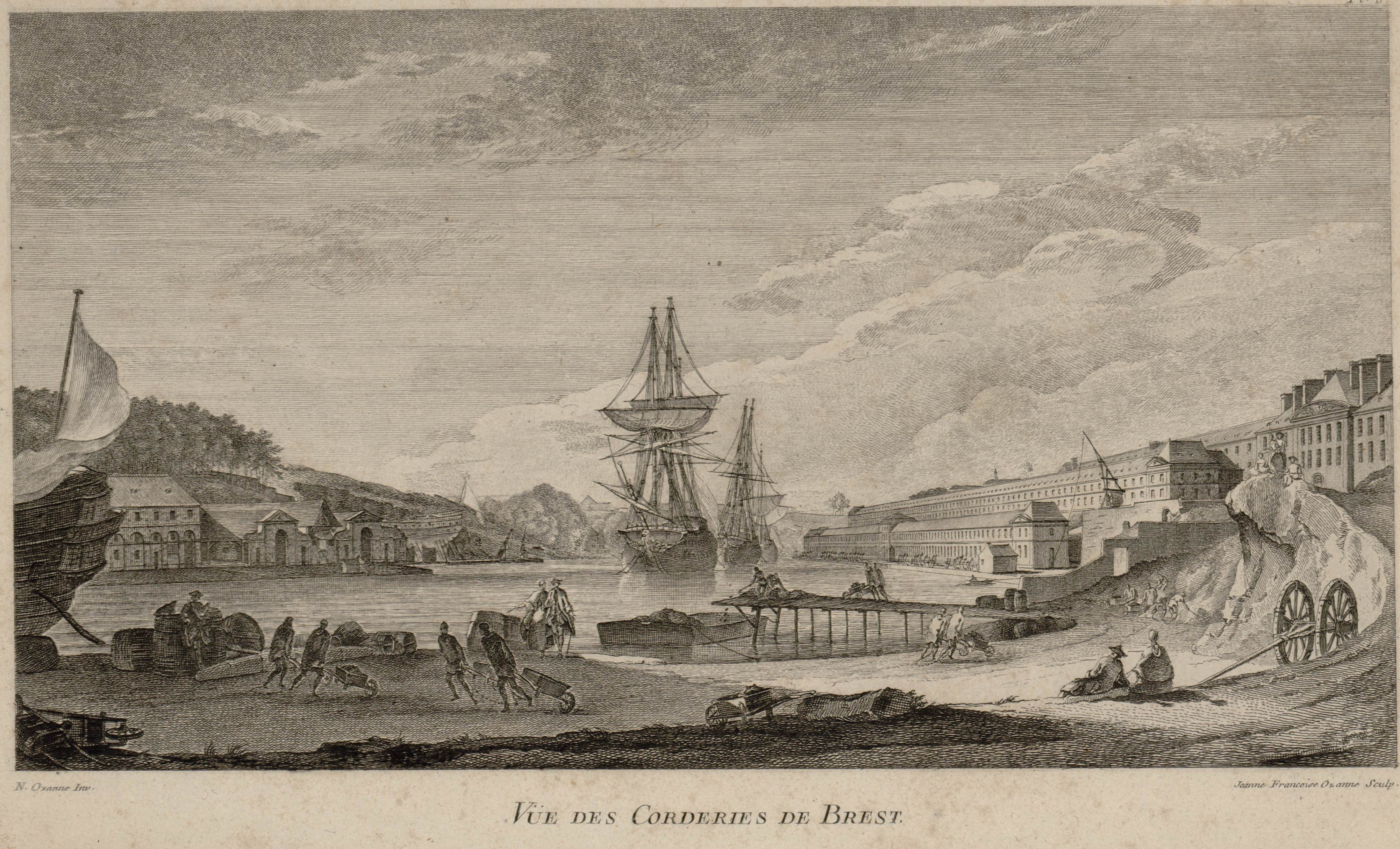
Les corderies de Brest au milieu du XVIIIe siècle
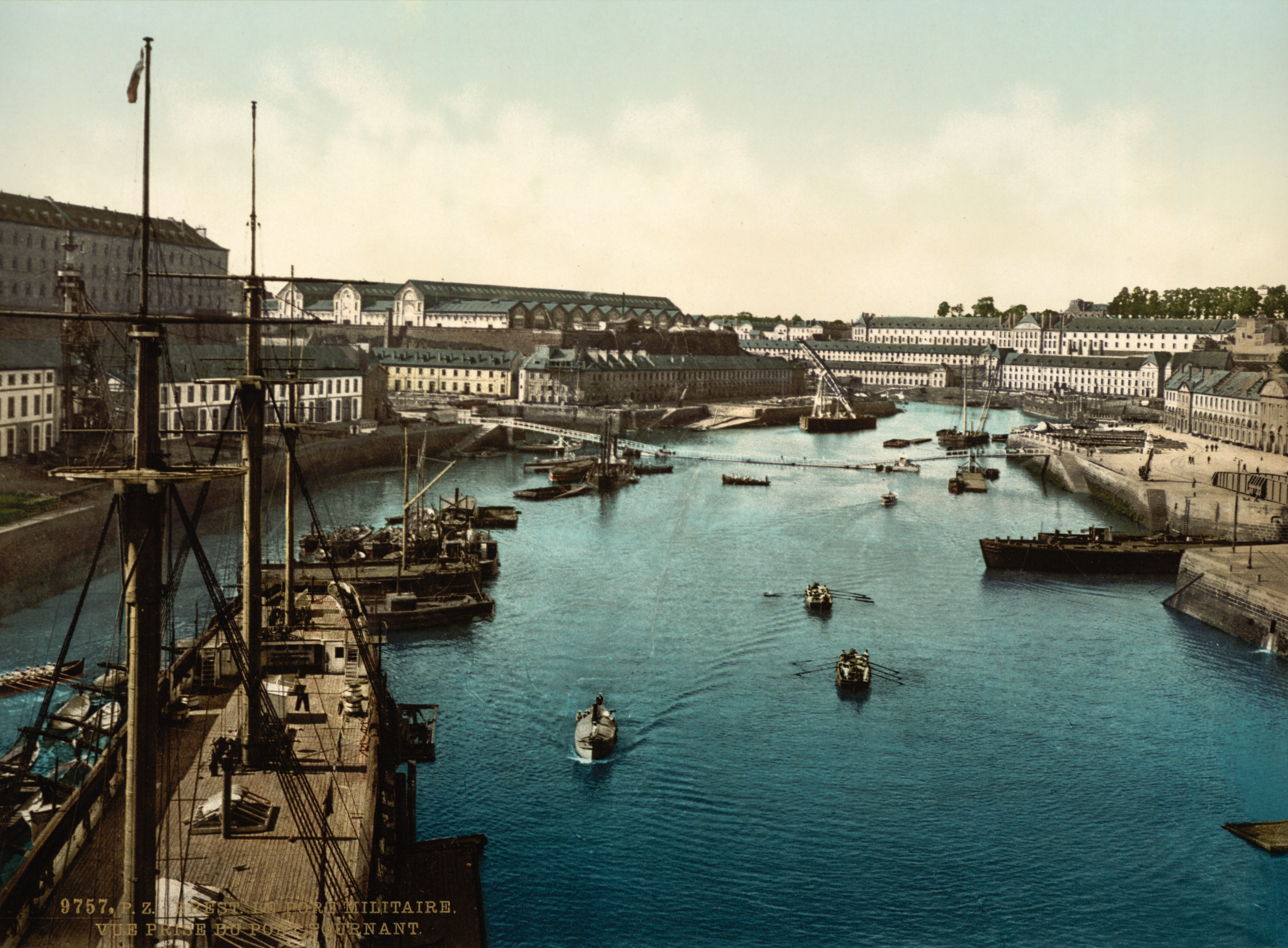
Le port de Brest et l'arsenal en Penfeld vus depuis le Grand Pont (à gauche le côté Recouvrance, en arrière-plan le bagne de Brest)
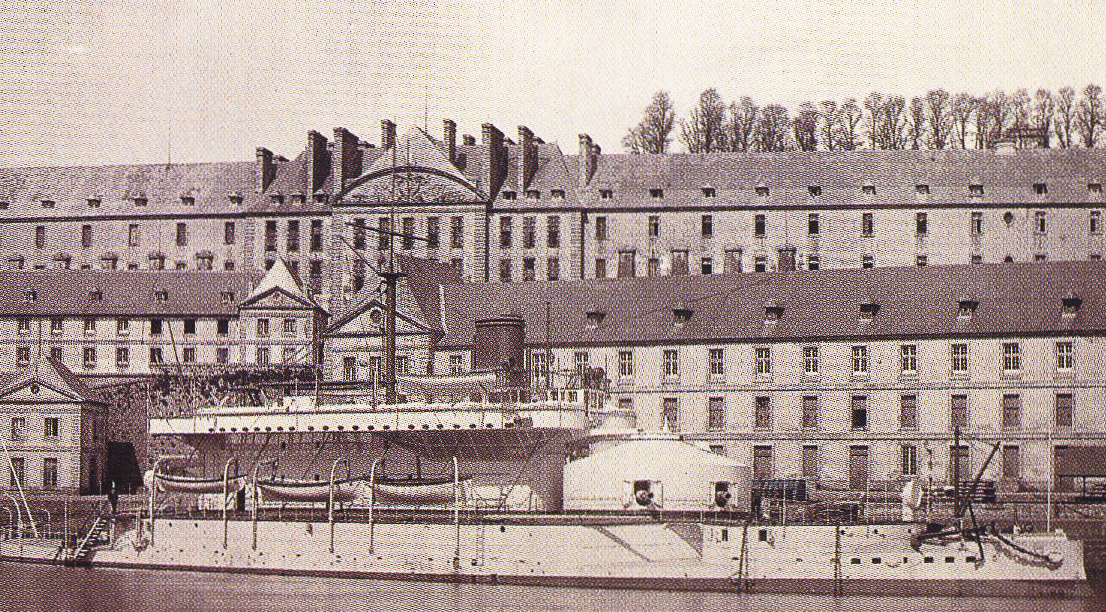
Le garde-côte cuirassé Fulminant lancé à Cherbourg en 1877 devant le bagne de Brest.
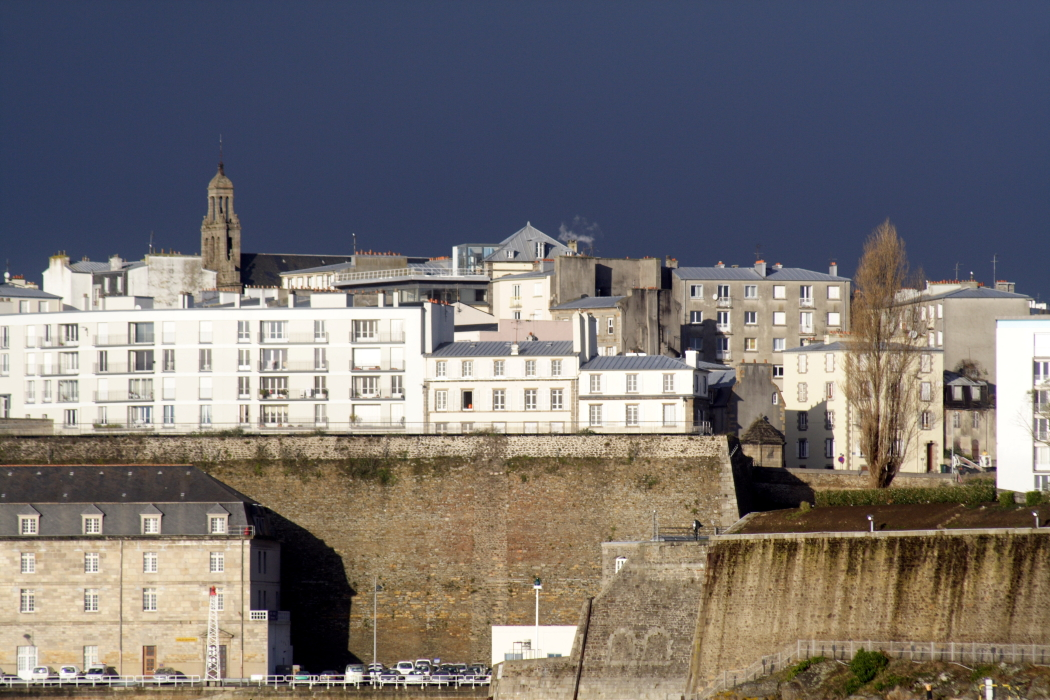
Le bâtiment des subsistances dans l'arsenal (en bas à gauche) adossé à la batterie du Cavalier (abritant le jardin des Explorateurs) ; on aperçoit aussi le clocher de l'église Saint-Sauveur.